# ل کرست
ل کرست (به فرانسوی: Le Crest) یک کمون در فرانسه است که در Canton of Veyre-Monton واقع شده‌است.

## خصوصیات
ل کرست ۶٫۸۴ کیلومترمربع مساحت و ۱٬۱۲۸ نفر جمعیت دارد و ۶۰۸ متر بالاتر از سطح دریا واقع شده‌است.

## نگارخانه

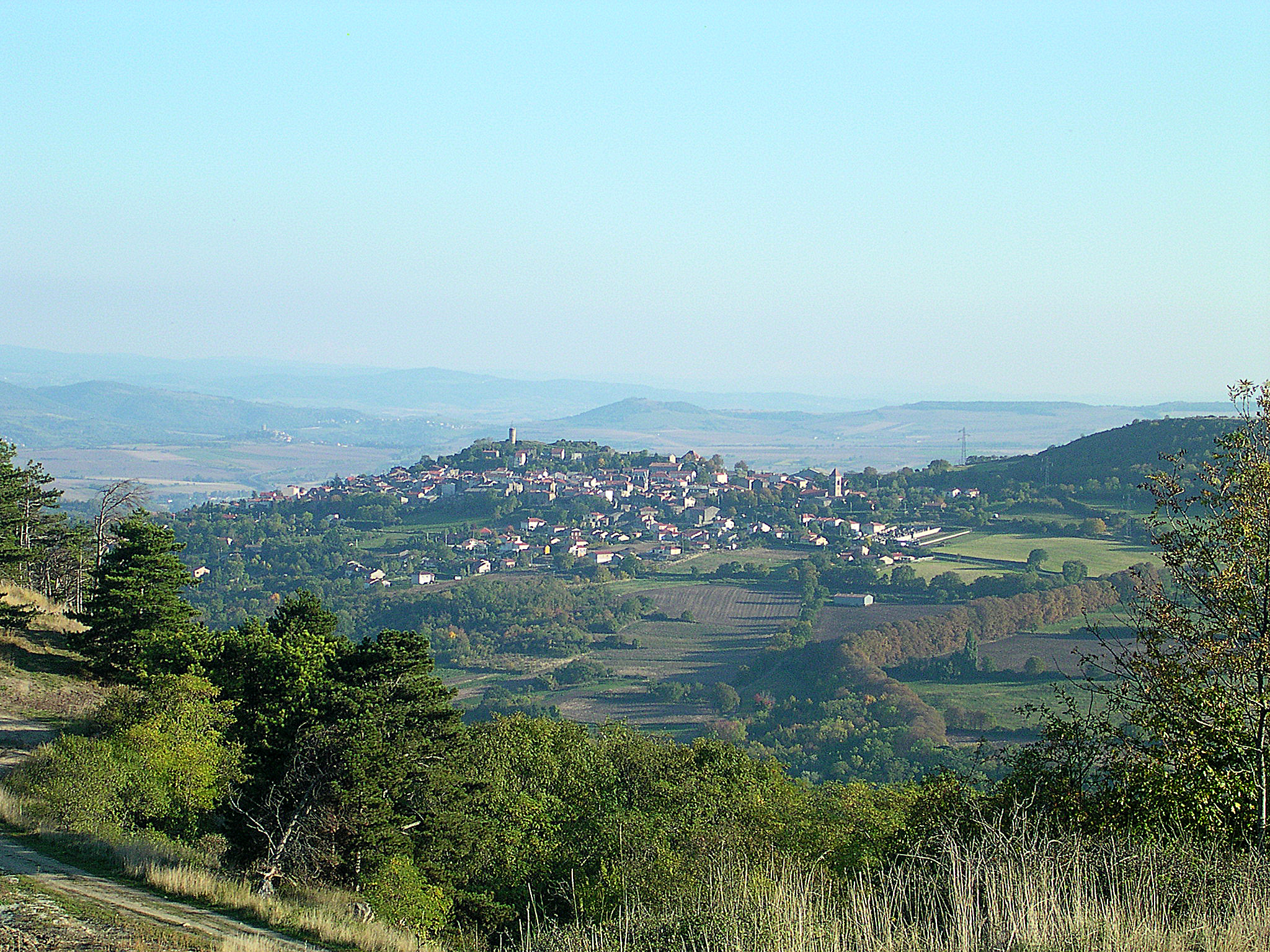
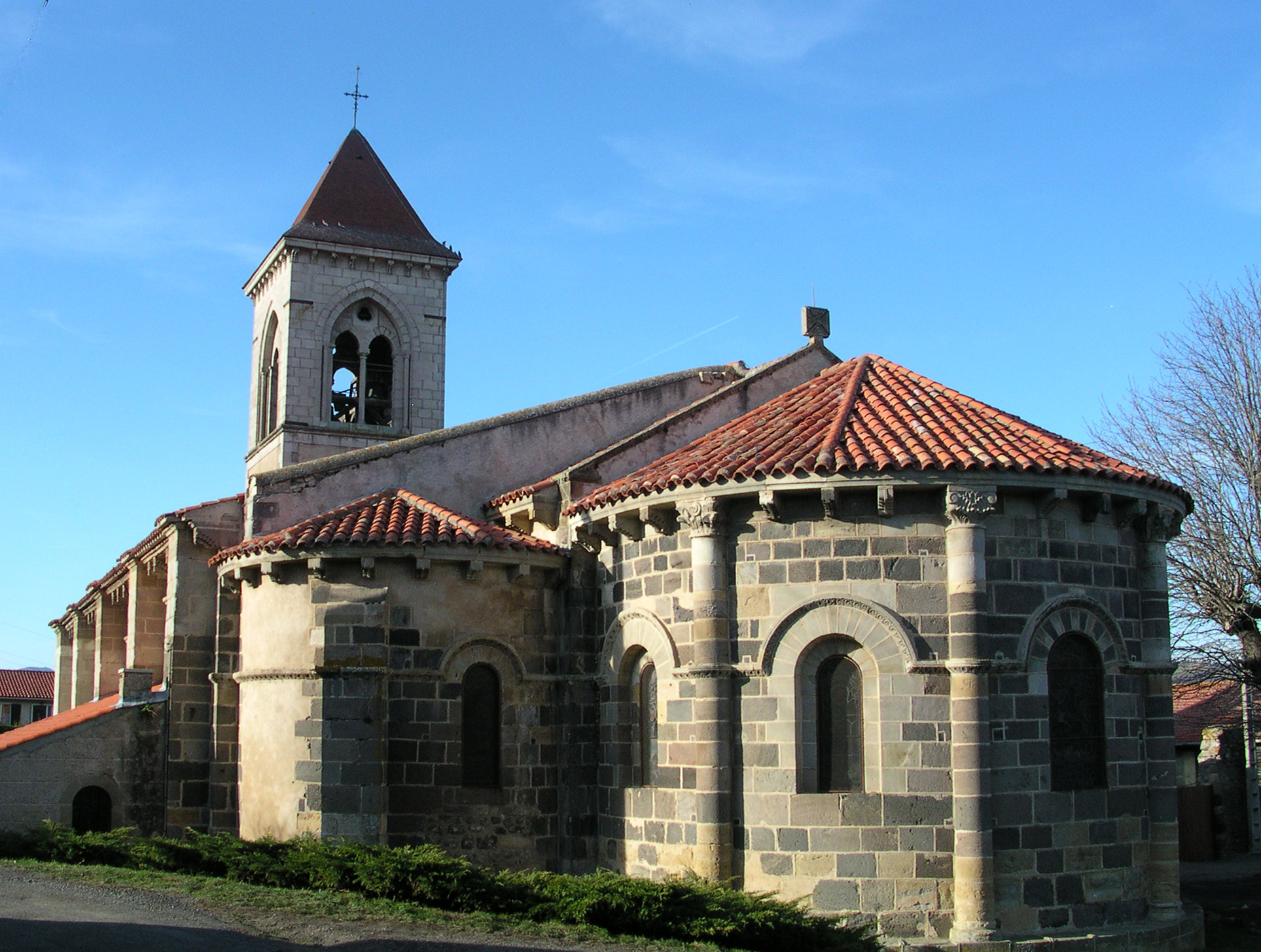
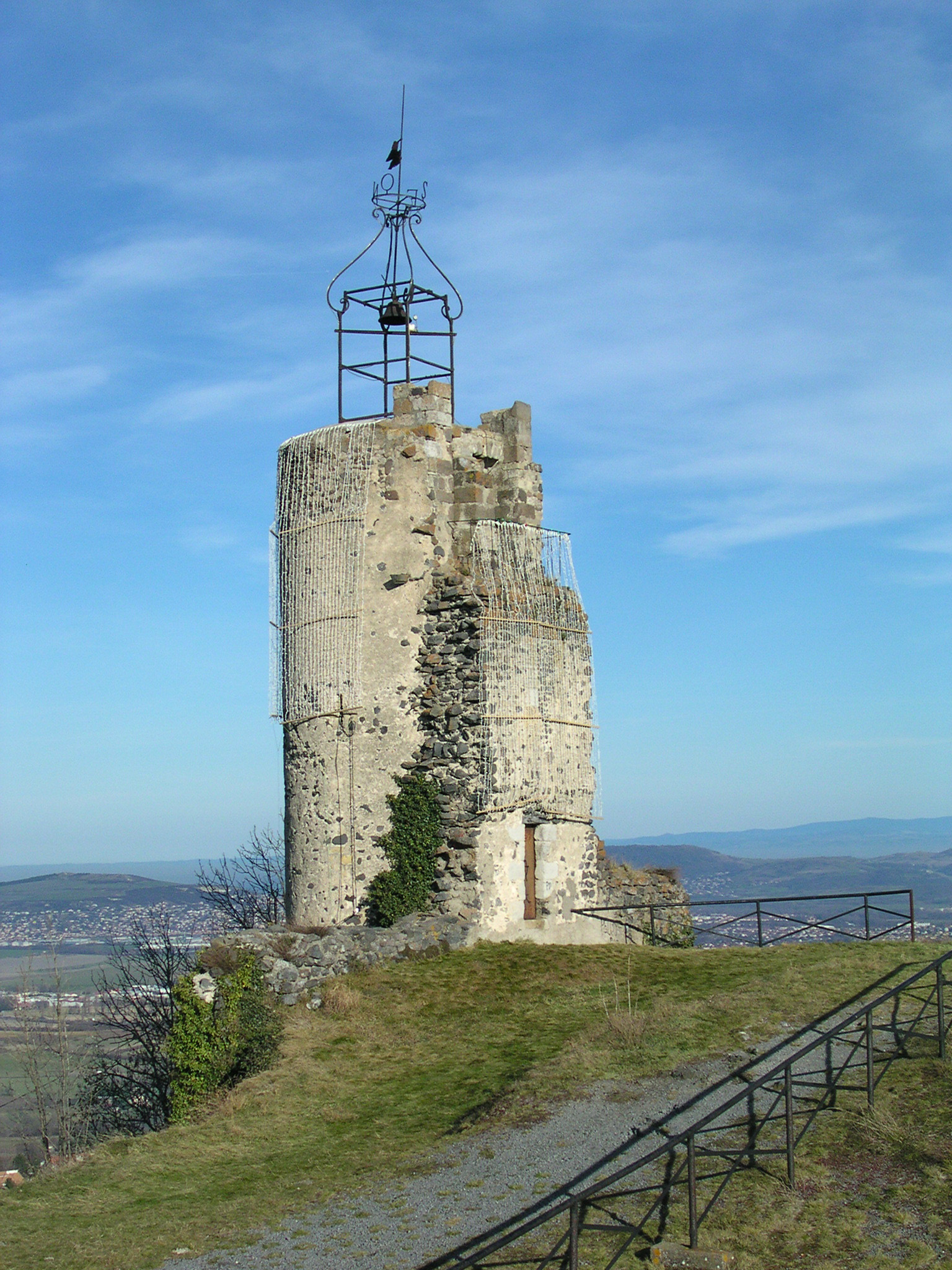
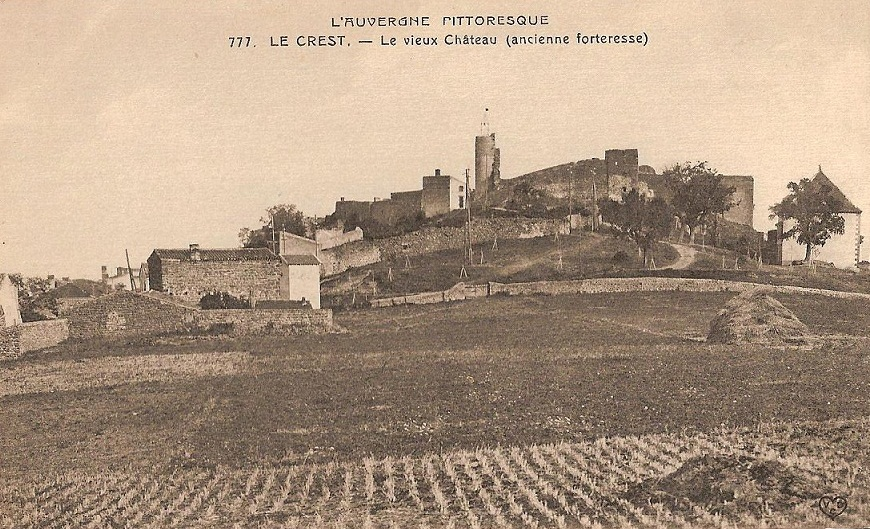
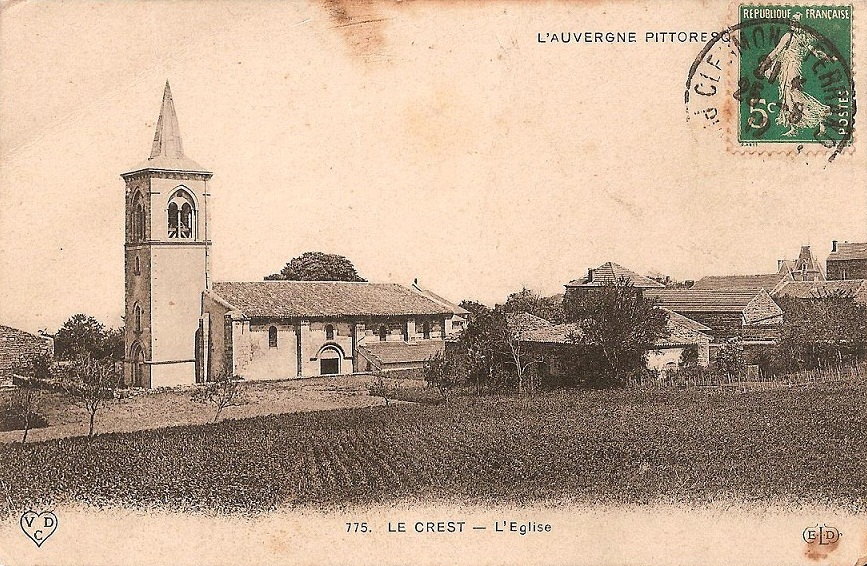
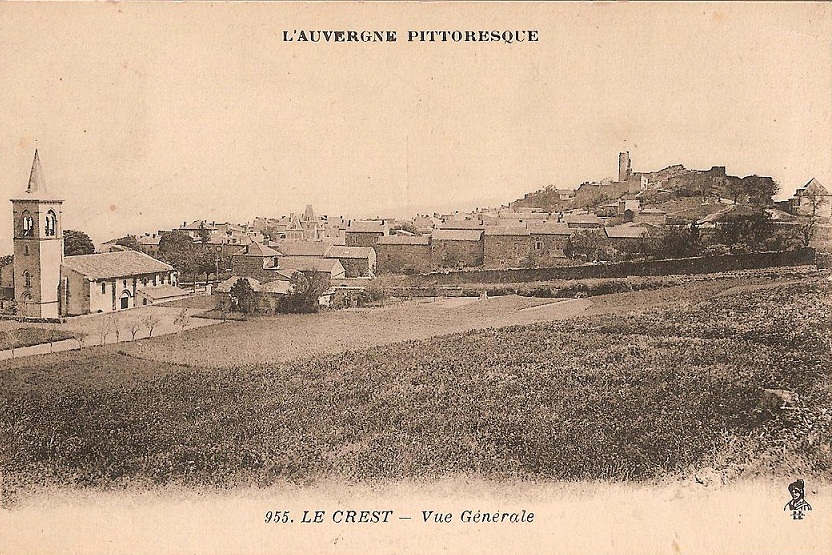
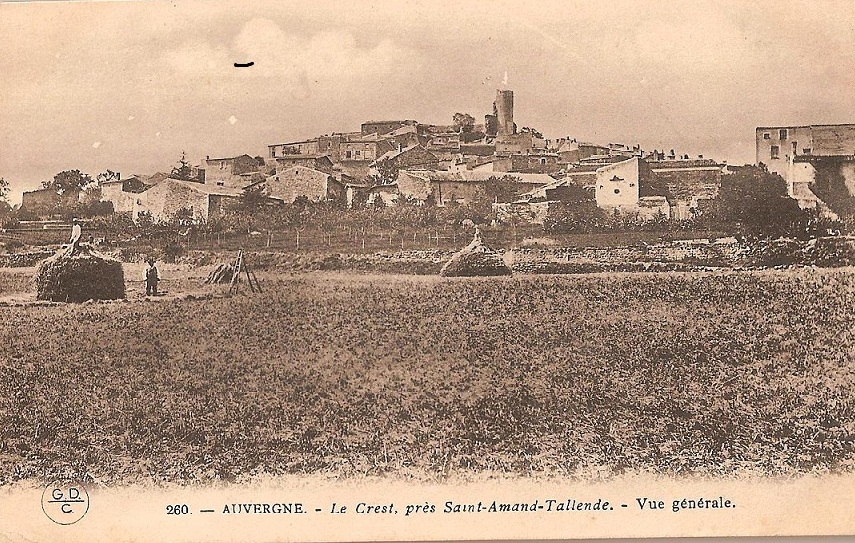
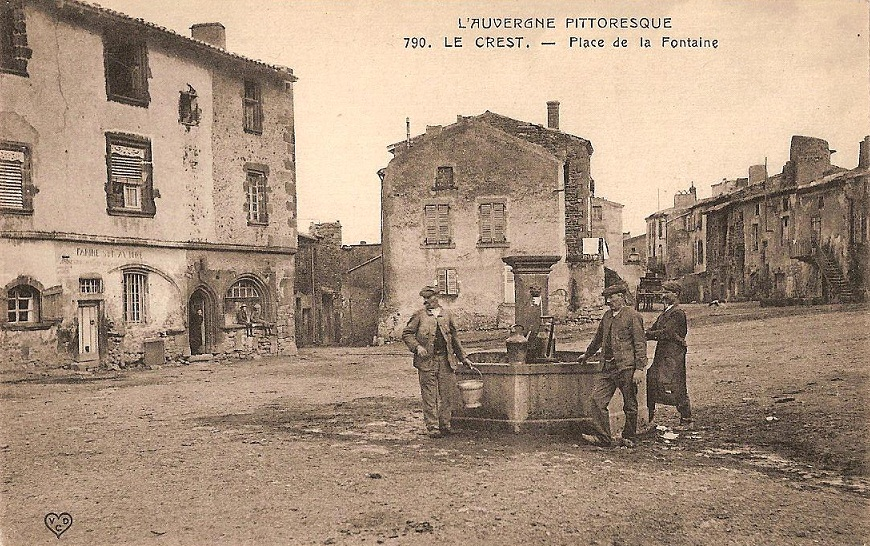
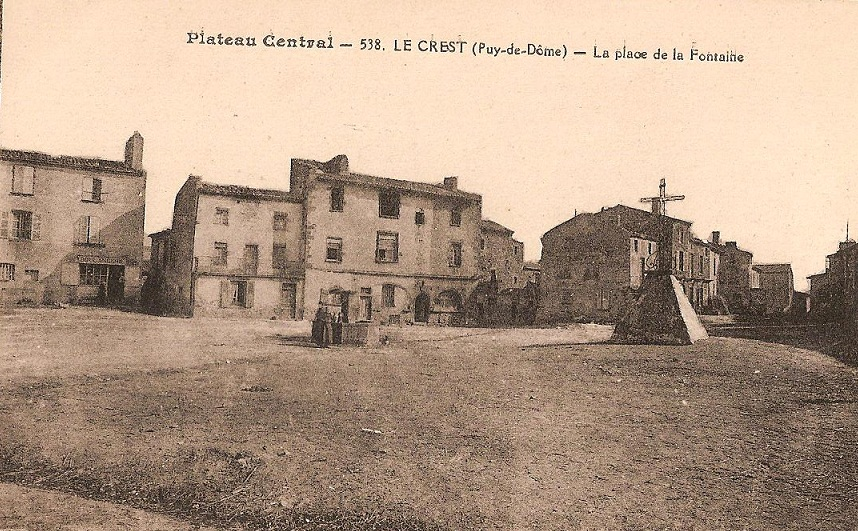
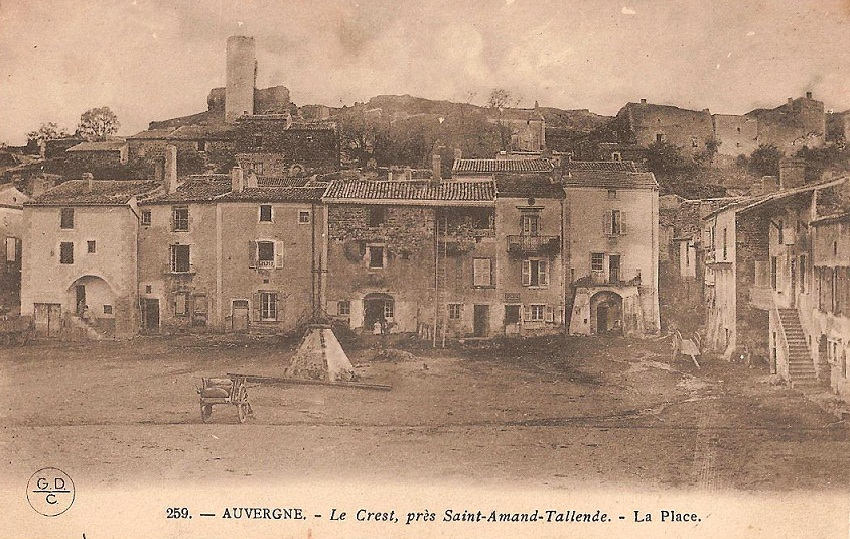